# Geai longup
Platylophus galericulatus, Platylophus
Pour les articles homonymes, voir Platylophus.
Genre
Espèce
Statut de conservation UICN

 NT  : Quasi menacé
Le Geai longup (Platylophus galericulatus), unique représentant du genre Platylophus, est une espèce de passereaux de la famille des Corvidae. Cet oiseau vit en Asie du Sud-Est : péninsule malaise, Sumatra, Java et Bornéo.

## Description
De taille moyenne au sein des Corvidés (31-33 cm pour 78-114 g), le Geai longup est un oiseau presque entièrement sombre, à l'exception d'un croissant blanc sur le côté du cou et d'une marque blanche interrompue à l'arrière de l'œil. La sous-espèce nominale est noire, tandis que ssp coronatus est couleur rouille et ssp malaccensis gris foncé à teinte olivâtre. Le Geai longup doit son nom à sa longue huppe, légèrement évasée et penchant souvent vers l'avant. Les vibrisses nasales sont vestigiales, mais celles de la commissure du bec sont bien marquées.
Les deux sexes sont identiques. Le juvénile se distingue par un plumage brun roux, avec une tête orange-brun arborant une courte huppe, le dessous légèrement moucheté et des marques crème à l'extrémité des couvertures et des tertiaires. L'immature est plus proche de l'adulte, mais conserve un dessous légèrement pommelé ou barré de pâle.

## Habitat
Il se trouve dans les forêts de faible altitude, aussi bien primaires que secondaires.

## Comportement
Son comportement est mal connu. Il vit en couple ou en petits groupes familiaux dans le feuillage, dans les étages inférieur et médian de la canopée. Il se nourrit essentiellement d'invertébrés.

## Liste des sous-espèces
Selon GBIF (30 juin 2025) :
- Platylophus galericulatus malaccensis (Cabanis, 1866) dans la péninsule malaise ;
- Platylophus galericulatus coronatus (Raffles, 1822) à Sumatra et dans la plus grande partie de Bornéo ;
- Platylophus galericulatus lemprieri (Nicholson, 1883) au nord de Bornéo ;
- Platylophus galericulatus galericulatus (Cuvier, 1816) à Java.

## Dénomination
Ce taxon porte en français le nom vernaculaire ou normalisé suivant : Geai longup.

## Systématique
Le nom valide complet (avec auteur) de ce taxon est Platylophus galericulatus (Cuvier, 1816).